# Lamin Jobe
Lamin Jobe (*  1967 oder 1968 in Sukuta; † 11. August 2021 in Bissau) war ein Politiker und Diplomat im westafrikanischen Staat Gambia. Von März 2019 bis September 2020 war er Minister für Handel, Regionale Integration und Beschäftigung (Minister of Trade, Regional Integration and Employment) im Kabinett Adama Barrow.

## Leben
Lamin Jobe stammt aus Sanchaba Sulay Jobe (= Sukuta) und hatte einen Master-Abschluss in Business Administration an der University of Poona (Indien) erworben. Von 1991 bis 1996 war er im Ministerium für Finanzen und Handel tätig, bevor er zum National Investment Promotion Authority bzw. zur Social Security and Housing Finance Corporation wechselte. Ab 1998 war er bis zu seiner Ernennung zum Minister Generalmanager von LAMFAM Enterprises in Gambia und Guinea-Bissau.
Am 15. März 2019 wurde er bei einer kleinen Kabinettsumbildung als Minister für Handel, Regionale Integration und Beschäftigung (Minister of Trade, Regional Integration and Employment) ins Kabinett Adama Barrow berufen, er ersetzte Amadou Sanneh.
Jobe wurde am 30. September 2020 aus dem Kabinett entlassen. Danach war er im auswärtigen Dienst als Botschafter in Guinea-Bissau. Er verstarb im August 2021 im Simone Mendes General Hospital in Bissau.